# 朱凱頌
朱凱頌，英文名 Picco Chu, 昇科有限公司（Zensis Limited）的創辦人之一。2002年畢業於香港中文大學訊息工程學系，2003年與大學同學何應輝成立昇科有限公司，開發智能相片處理軟件及各款智能手機軟件，獲得多個業界獎項，包括香港工商業獎。曾被多家報紙及傳媒報導，並收錄於《香港 2005》，成為中文大學工程學院學生成功創業的範列。
2010年與妻子呂穎恒（Vera Lui）創立 Sally's Toy （页面存档备份，存于）. 是香港首個女性友善，推動優質性愛文化的商店。
2016年與妻子 Vera 一同參加 ViuTV 真人騷「慳D啦 Honey」。
2019年與妻子 Vera 及 丁可欣 一同主持 ViuTV 清談節目「晚吹－啪啪 Partner」 。
2022年與妻子 Vera 一同參與 ViuTV 節目「媽咪Kingdom」。

## 傳媒報導
- 香港電台「科學原動力」中受訪 （页面存档备份，存于）
- 在文匯報受訪 （页面存档备份，存于）
- 《香港 2005》中收錄 （页面存档备份，存于）
- 端傳媒專訪：「Vera 和 Picco：性玩具是件柴米油鹽事」 （页面存档备份，存于）
- 立場新聞專訪：「自己高潮自己找　「妳的性愛不是別人的禮物」 （页面存档备份，存于）
- 蘋果日報專訪「《慳啲啦honey》專訪」 （页面存档备份，存于）